# Xiph 퀵타임 컴포넌츠
Xiph 퀵타임 컴포넌츠는 Speex, Theora, FLAC, Vorbis 코덱과 더불어, Xiph.org가 개발한 퀵타임을 위한 구현 소프트웨어이다. Xiph QT를 통해 사용자들은 아이튠즈, 퀵타임 플레이어과 같이 비디오와 오디오를 재생하기 위해 퀵타임을 사용하는 소프트웨어에서 Ogg 파일을 사용할 수 있다.
Xiph 퀵타임 컴포넌츠는 'qtcomponents'와 Arek의 'OggVorbis 퀵타임 컴포넌츠' 같은 다른 퀵타임 Ogg 구현들을 대체할 수 있다.
Xiph 퀵타임 컴포넌츠는 FLAC 파일이 Ogg 컨테이너 파일 내에 있을 때 만 재생할 수 있다.

## 같이 보기
- 페리안
- 퀵타임을 위한 윈도 미디어 컴포넌츠